# Urho Kekkonen
Urho Kaleva Kekkonen (Pielavesi, 3 de septiembre de 1900-Helsinki, 31 de agosto de 1986) fue un político finlandés. Ejerció como presidente de Finlandia durante casi 26 años de forma ininterrumpida, de 1956 a 1982, siendo la persona que más tiempo ha ostentado la jefatura del Estado en el país. Anteriormente fue primer ministro en dos etapas: entre 1950 y 1953 y, nuevamente, entre 1954 y 1956.
Proveniente de una familia de clase media, tuvo que combatir en la guerra civil finlandesa antes de licenciarse en Derecho por la Universidad de Helsinki. Desde joven mostraría interés por la política, con una temprana militancia en organizaciones nacionalistas; en 1933 se afilió a la Liga Agraria, antecesora del actual Partido del Centro, y tres años después fue elegido parlamentario. Después de ejercer como ministro en distintos gabinetes y la presidencia del parlamento, en 1950 asumió el cargo de primer ministro bajo la presidencia de Juho Kusti Paasikivi. Y tras obtener la victoria en las elecciones presidenciales de 1956 por un estrecho margen en el colegio electoral, se aseguró la reelección hasta en cuatro ocasiones.
La presidencia de Kekkonen estuvo marcada en el plano internacional por el cumplimiento de la «doctrina Paasikivi» para salvaguardar la soberanía de Finlandia frente a la Unión Soviética, con un papel de neutralidad activa: bajo su mandato, el país jugó un rol por la distensión entre el bloque occidental y el bloque del este, con importantes logros como la devolución de la península de Porkkala, la firma de los acuerdos de Helsinki en 1973, y la creación de la Organización para la Seguridad y la Cooperación en Europa (OSCE) en 1975. A nivel nacional ejerció un papel intervencionista sobre el ejecutivo, con hasta 13 primeros ministros y 22 gabinetes distintos, y supo garantizarse el apoyo de casi todos los grupos parlamentarios para mantenerse en el poder. De hecho, no fue hasta 1981 cuando ya tuvo que renunciar la presidencia por enfermedad.
Fuera de la política, Kekkonen ocupó la presidencia del Comité Olímpico Finlandés entre 1938 y 1946.

## Biografía
Urho Kekkonen nació el 3 de septiembre de 1900 en Pielavesi, una villa rural en el centro del Gran Ducado de Finlandia, en aquella época parte del Imperio ruso. Su familia eran granjeros de clase media de Kainuu; el padre era guardabosques y la madre un ama de casa proveniente de una familia campesina. La residencia que le vio nacer ha sido rehabilitada como museo y se trataba de una modesta casa de verano.
Al cumplir los 18 años combatió con la Guardia Blanca en la guerra civil finlandesa. Ya en una Finlandia independiente, completó su formación en el liceo de Kajaani al tiempo que trabajaba como periodista, y con 21 años se mudó a la capital para licenciarse en Derecho en la Universidad de Helsinki por la promoción de 1926. En aquella época era miembro de la Asociación Estudiantil de Ostrobotnia del Norte.
Kekkonen empezó a ejercer la abogacía en 1927, vinculado a la Asociación Finlandesa de Municipios Rurales hasta 1932. Al mismo tiempo fue editor jefe de la revista universitaria Ylioppilaslehti (1927-1928), siguió ligado al activismo estudiantil e incluso colaboró con la policía secreta nacional. En 1936 obtuvo el doctorado en Derecho por la Universidad de Helsinki.
Estuvo casado con la escritora Sylvi Uino (1900-1974) y en 1928 tuvo dos hijos mellizos: Taneli (1928-1985) y Matti (1928-2013). Ambos siguieron los pasos de su padre: el primero fue embajador y llegó a ministro de Asuntos Exteriores, mientras que el segundo fue parlamentario del Partido de Centro e incluso ministro de Transportes y Obra Pública entre 1967 y 1968.
Entre sus aficiones se encontraban el atletismo, el esquí y el arte moderno. Su libro favorito era Don Quijote de la Mancha, escrito por Miguel de Cervantes, a cuyo protagonista definió en 1949 como «el ejemplo de la lucha entre el idealismo y el buen juicio». Además admiraba toda la obra literaria de Anatole France.

### Comité Olímpico Finlandés
De joven era un apasionado del atletismo: sus especialidades eran el triple salto y el salto de altura, con plusmarcas en las competencias nacionales de los años 1920. Una vez retirado fue elegido presidente de la Federación Finlandesa de Atletismo en 1932, entró en la dirección del Comité Olímpico Finlandés, y terminaría dirigiendo el máximo organismo desde 1938 hasta 1946.
Nunca participó en unos Juegos Olímpicos como deportista, pero sí viajó a Los Ángeles 1932 como directivo. Aquel evento estuvo marcado por la sanción de la Federación Internacional de Atletismo (IAAF) contra Paavo Nurmi, suspendido por un presunto incumplimiento de las normas del deporte amateur. El dirigente tenía una mala relación con el presidente de la IAAF, el sueco Sigfrid Edström, y aunque trató de convencerle por todos los medios de que Nurmi no tenía ningún contrato profesional, la sanción no fue levantada. En respuesta, Finlandia boicoteó todos los eventos de atletismo en Suecia hasta 1935.

## Trayectoria política
Kekkonen mostró interés por la política desde adolescente, con una militancia activa en organizaciones estudiantiles y políticas que tenían el nacionalismo finlandés como denominador común.

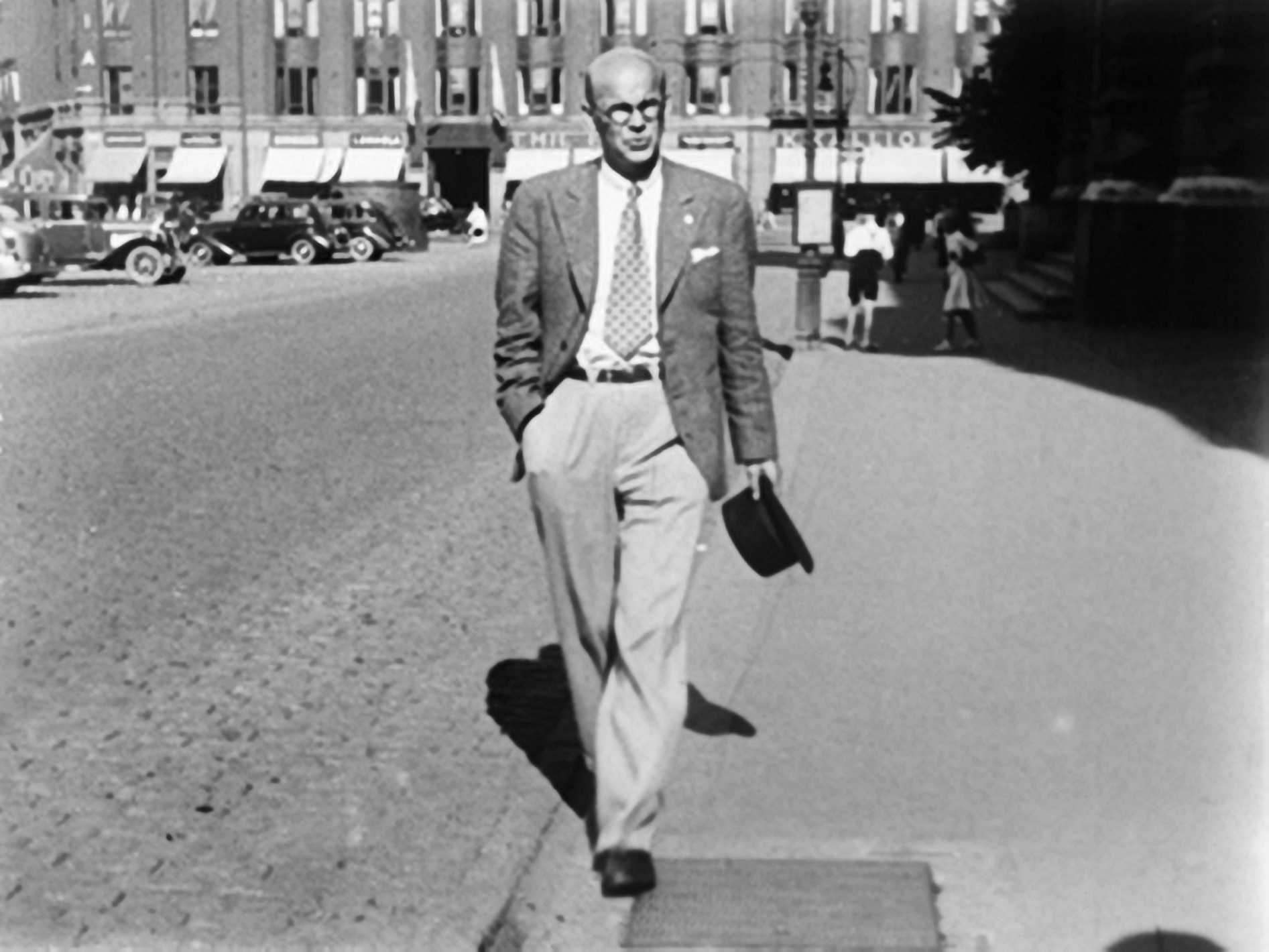
Kekkonen pasea por Helsinki (1930).

En su etapa universitaria militó en la Sociedad Académica de Carelia (AKS), una organización conservadora que abogaba por la anexión de Carelia Oriental. El grupo compartía la defensa del idioma finés, la unificación de la nación finesa y un marcado carácter anticomunista. Sin embargo, terminó desvinculándose de ella por la cercanía de otros miembros a la rebelión de Mäntsälä. A raíz del suceso tomó posiciones más moderadas: desde 1930 hasta 1932 estuvo presidiendo la Asociación de Identidad Cultural Finlandesa.
A partir de 1933 se afilió a la Liga Agraria (Maalaisliitto), antecesora del Partido del Centro. Al no obtener representación en los comicios de ese año fue asesor del ministro de Agricultura. El dirigente obtendría el escaño al segundo intento, en las elecciones parlamentarias de 1936 por la circunscripción de Víborg, y el primer ministro Kyösti Kallio contó con él para dos cargos: ministro de Justicia y viceministro de Interior. Un año más tarde tuvo que dejar Justicia para asumir el ministerio de Interior a tiempo completo, bajo el gobierno de Aimo Cajander (1937-1939). En ese periodo intentó ilegalizar con una ley ad hoc al Movimiento Patriótico Popular, un partido fascista heredero del ya ilegalizado Movimiento Lapua, pero la Corte Suprema de Finlandia frustró sus planes.
Kekkonen quedaría fuera del gobierno en 1939, al poco tiempo de iniciarse la Segunda Guerra Mundial, aunque pudo continuar en el parlamento. De hecho, en 1940 votó en contra del Tratado de Paz de Moscú que ponía fin a la guerra de Invierno porque suponía la integración de Carelia Oriental en la Unión Soviética, incluyendo la circunscripción de Víborg a la que representaba. Durante la guerra de continuación su labor se limitó a cargos de segunda fila, entre ellos la presidencia del Centro de Refugiados de Carelia (1940-1943) y distintas comisiones. Teniendo en cuenta la pérdida de Carelia, pasó a presentarse por la demarcación de Oulu.
No fue hasta 1944 cuando el nuevo primer ministro Juho Kusti Paasikivi le recuperó para dirigir el ministerio de Justicia durante dos años. En ese periodo tuvo lugar el proceso judicial contra ocho políticos finlandeses —entre ellos el expresidente Risto Ryti— por su presunta responsabilidad en la guerra de continuación.
Después de que Paasikivi ascendiera a la presidencia en 1946, Kekkonen fue propuesto como sucesor a primer ministro por la Liga Agraria. Sin embargo, los centristas perdieron el poder frente a una nueva coalición liderada por la socialista Liga Democrática Popular. Al quedar fuera del ejecutivo centró esfuerzos en el parlamento de Finlandia, primero como vicepresidente (1946-1947) y finalmente como presidente (1948-1950).

## Primer ministro
Kekkonen se presentó a las elecciones presidenciales de 1950 con el único apoyo de la Liga Agraria, pero no pudo hacer nada frente a la candidatura del presidente Juho Kusti Paasikivi, apoyada por conservadores y socialdemócratas. Si bien había quedado en tercer lugar, el jefe del estado tuvo en cuenta su experiencia parlamentaria y le encargó la formación de un nuevo gobierno que reemplazaría al del socialdemócrata Karl-August Fagerholm.

### Primera etapa (1950-1953)

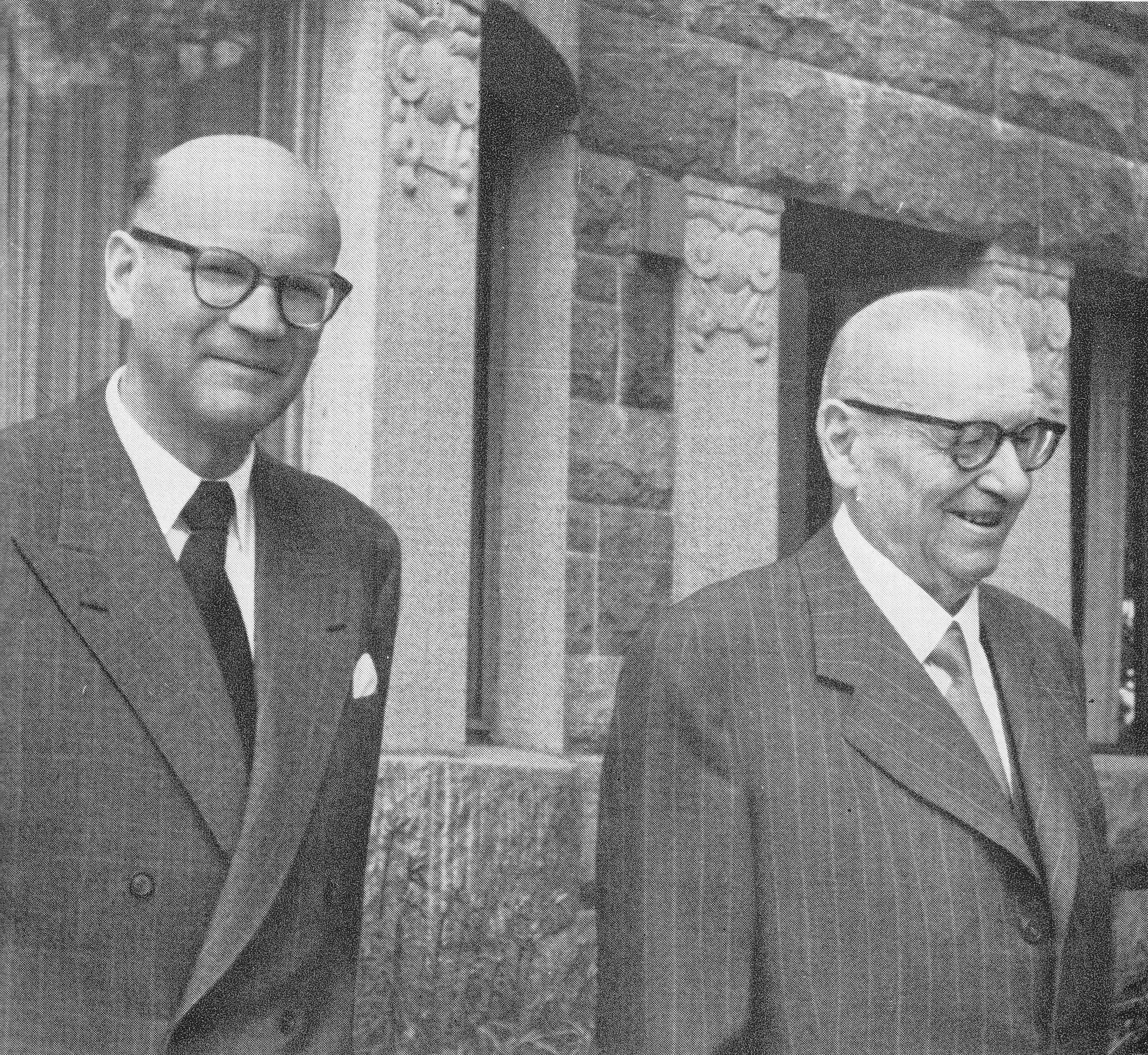
Urho Kekkonen junto con el presidente Juho Kusti Paasikivi (1955).

Urho Kekkonen fue primer ministro de Finlandia entre 1950 y 1953, con tres partes diferenciadas: una de coalición con los liberales y suecofinlandeses (1950-1951), los dos gabinetes que sumaron a los socialdemócratas (1951-1953) y un último en minoría con suecofinlandeses e independientes (1953).
La labor del dirigente estuvo inevitablemente marcada por las relaciones entre Finlandia y la URSS, muy complicadas dados los recientes conflictos y los más de 700 kilómetros de frontera compartida. Después del tratado de París de 1947 y la posterior firma del tratado fino-soviético, de cuya delegación había formado parte, Kekkonen hizo suya la «doctrina Paasikivi» de buena vecindad y neutralidad para mantener la soberanía, jugando en ella un papel más activo: además de aproximarse a la URSS sin comprometer la independencia nacional, el país hizo valer un rol mediador entre los dos bloques de la Guerra Fría. Con todo ello se granjeó la confianza del presidente Paasikivi: entre 1952 y 1953 llegó a compaginar su responsabilidad ejecutiva con el Ministerio de Asuntos Exteriores.
A nivel interior, Kekkonen tuvo que afrontar un plan de estabilización económica que pusiera fin a la inflación. Las protestas del Partido Socialdemócrata (SDP) y de los sindicatos, quienes reclamaban ajustar el precio de los alimentos a la escala salarial, se dejaron notar en las elecciones de 1951: el SDP superó a la Liga Agraria en escaños, entró en el gobierno y el primer ministro tuvo que pactar las medidas.
Las crisis de gobierno eran habituales por el carácter del mandatario, propenso a enfrentamientos con sus rivales. En 1953 el SDP dejó el ejecutivo, pese a lo cual Kekkonen trató de seguir al frente de un gabinete en minoría. Por no sacar adelante un plan deflacionario para incrementar las exportaciones, que entre otras medidas reducía salarios y ayudas públicas, el mandatario acabó perdiendo una moción de confianza en noviembre. A falta de cuatro meses para las elecciones, Paasikivi encargó al socialdemócrata Sakari Tuomioja la formación de un nuevo gabinete, muy a pesar de los deseos de Kekkonen por continuar.

### Segunda etapa (1954-1956)
En las elecciones parlamentarias de 1954, la Liga Agraria de Kekkonen fue el único gran partido que aumentó sus apoyos pese a quedar en segundo lugar, a tan solo un escaño del SDP. El suecofinlandés Ralf Törngren fue nombrado primer ministro, mientras que Kekkonen ocupó de nuevo el Ministerio de Asuntos Exteriores. Aquel gobierno duraría solo cinco meses: en septiembre del mismo año, Kekkonen aprovechó que Törngren se había ido de vacaciones para llegar a un acuerdo con los socialdemócratas y formar un nuevo gabinete presidido por él.
El apoyo del SDP implicaba un plan desarrollista muy distinto al que él había planteado un año antes, lo cual volvió a generar desencuentros entre los partidos de gobierno. No obstante, el primer ministro supo mantenerse gracias a la recuperación económica y a la política exterior de «finlandización» después de la muerte de Stalin. Finlandia ingresó en el Consejo Nórdico y en 1956 obtuvo la devolución de la península de Porkkala, que había sido ocupada por la URSS durante doce años.

## Presidencia de Finlandia

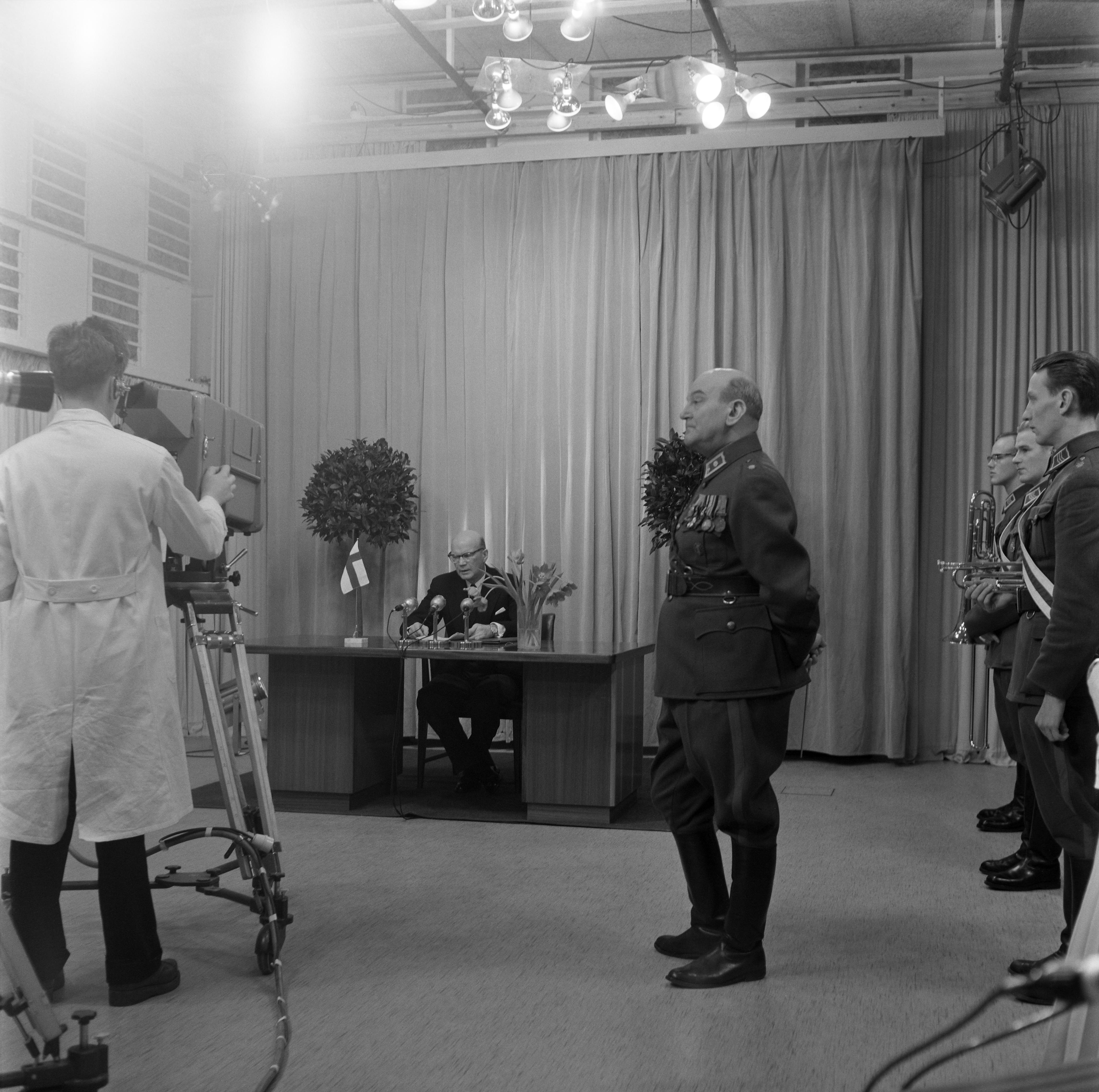
Grabación de un discurso de Kekkonen en la inauguración de la televisión pública finlandesa (1958).

Urho Kekkonen fue presidente de Finlandia durante 26 años, desde 1956 hasta 1982, siendo el dirigente que más tiempo ha permanecido al frente de la jefatura del Estado.
A lo largo de su mandato hizo valer los poderes presidenciales para condicionar el trabajo del gobierno. Antes de su llegada, Finlandia mantenía un sistema semipresidencialista donde el parlamento configuraba los gabinetes. Sin embargo, Kekkonen no se limitaba a encargar la formación de gobierno al primer ministro, sino que también recomendaba otros ministros, lideraba la política exterior, e impulsaba medidas sin necesidad de pasar por la cámara. Bajo su dirigencia hubo 13 primeros ministros y 22 consejos de ministros distintos.
Para lograr el control de la política finlandesa, se valió de una compleja red de apoyos basada en miembros de confianza, la coyuntura internacional y el apoyo de los principales partidos. Debe tenerse en cuenta que hasta 1994 la elección presidencial se hacía a través de un sistema de colegio electoral, responsable de las sucesivas reelecciones, por lo que no le bastaba con el apoyo de los suyos para gobernar. Casi todos los gabinetes de su época estaban compuestos por los mismos grupos: Centro, Socialdemócratas, Liberales y Partido Popular Sueco. La comunista Liga Democrática Popular (SKDL) dejó de ser invitada a finales de los años 1960, mientras que la conservadora Coalición Nacional, rival de los centristas, se quedó fuera del gobierno la mayor parte de las veces. El duro carácter de Kekkonen le granjearía numerosas enemistades en el arco político, incluso con el líder de su propio partido, Johannes Virolainen. Sin embargo, también gozó de una alta popularidad entre el pueblo finlandés.
La política exterior estuvo condicionada por el tratado fino-soviético, el cumplimiento de la doctrina Paasikivi, y una política de neutralidad activa frente a la URSS (finlandización) que logró garantizar la independencia de Finlandia a través de un equilibrio en las relaciones con el bloque occidental y el bloque del este.

### Primer mandato (1956-1962)

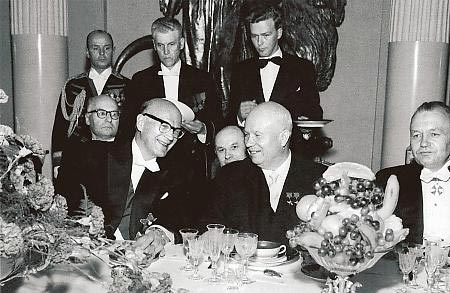
Kekkonen celebra su 60.º cumpleaños con Nikita Jrushchov en el Palacio Presidencial (1960).

Kekkonen se proclamó vencedor de las elecciones presidenciales de 1956 con un estrecho margen en el colegio electoral, 151 apoyos contra los 149 del socialdemócrata Karl-August Fagerholm. Toda la campaña estuvo marcada por duros ataques personales, e incluso el expresidente Paasikivi se presentó a petición de la Coalición Nacional para forzar una tercera ronda que dejara a su rival en fuera de juego, sin el éxito esperado. En el mismo día de su investidura, el 1 de marzo de 1956, tuvo que enfrentar una huelga general del sindicato SAK.
En sus dos primeros años quiso mantener un perfil bajo en política interior. No obstante, en agosto de 1958 intervino cuando el primer ministro Fagerholm nombró un gabinete centroizquierdista sin la socialista SKDL. El hecho motivó desencuentros con la URSS que fueron resueltos con la caída de Fagerholm y una visita de estado a Nikita Jrushchov en 1959; desde entonces, los partidos finlandeses vieron limitado su poder de crear coaliciones sin el visto bueno del presidente.
Aunque Finlandia no formó parte de la Comunidad Económica Europea porque habría sido interpretado como un posicionamiento en el bloque occidental, sí llegó a un acuerdo para ingresar en la Asociación Europea de Libre Comercio (EFTA) en 1961, un año después de su fundación.
En octubre de 1961 se produjo una crisis política, conocida como «crisis de la nota», tras la filtración de una nota diplomática de la URSS en la que proponían reforzar la cooperación militar ante «la amenaza» de Alemania Occidental y otros miembros de la OTAN. La publicación coincidió con una visita oficial de Kekkonen a Estados Unidos, y a pocos meses de unas elecciones presidenciales en las que se auguraba su derrota por una coalición opositora. Por ello, el presidente tuvo que reunirse personalmente con Jrushchov para convencerle de que no aplicara el tratado fino-soviético. La resolución de la crisis incrementó la popularidad nacional de Kekkonen, y logró que el candidato rival se retirase de los comicios.
Las decisiones de Kekkonen respecto a la URSS causaron controversia en algunos sectores de la Liga Agraria; Veikko Vennamo, uno de sus mayores opositores, se marchó de los centristas en 1959 para fundar el Partido Rural, de ideología conservadora.

### Segundo mandato (1962-1968)

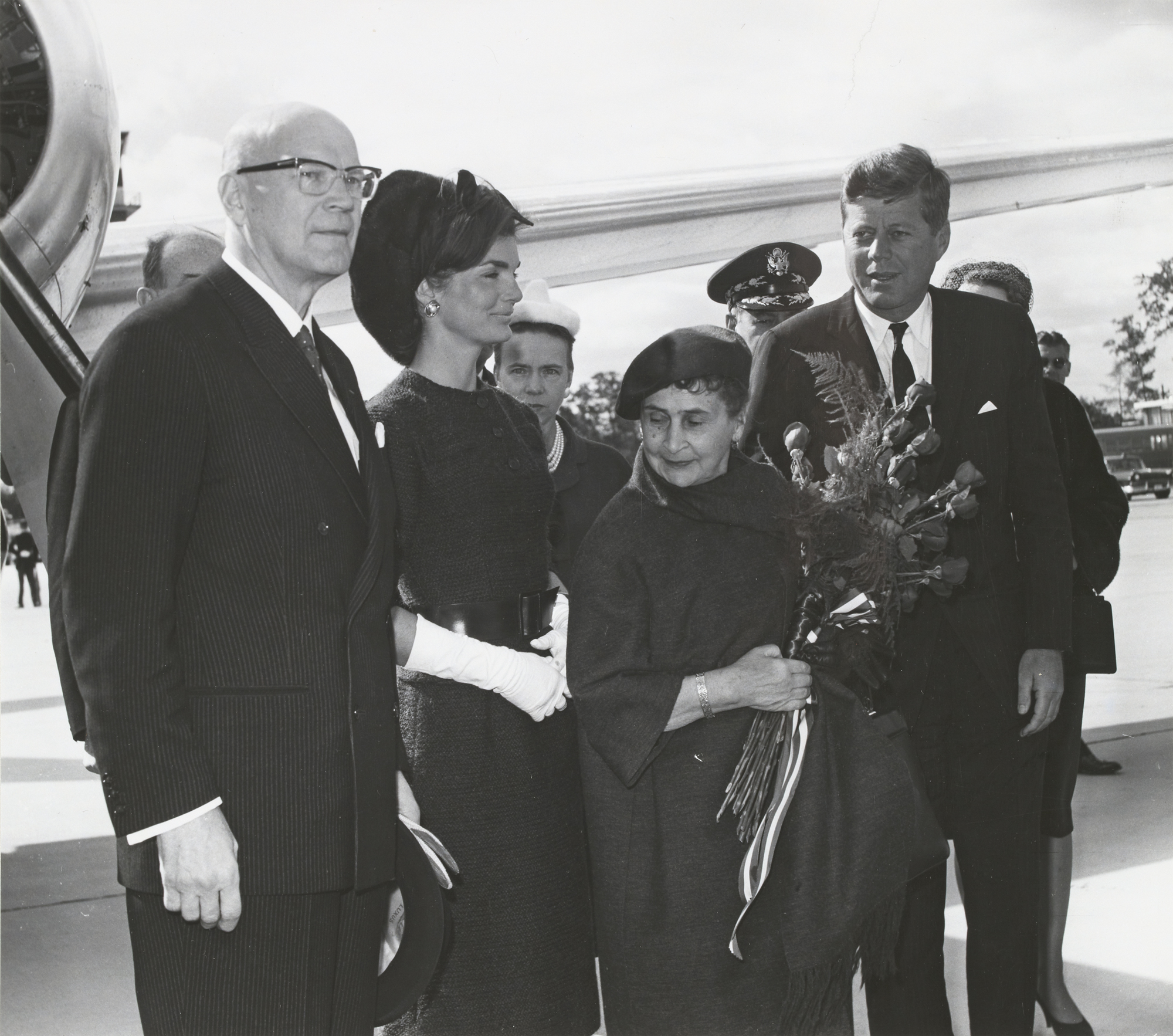
Kekkonen es recibido por el presidente John F. Kennedy y la primera dama en el aeropuerto de Washington-Dulles (1961).

El triunfo en las presidenciales de 1962 con más de dos tercios del colegio electoral reforzó la figura de Kekkonen entre la población, y le permitió ejercer una mayor influencia a nivel interior y exterior. Buena parte de su poder estuvo basado en las relaciones personales que había cultivado a lo largo de los años, especialmente en la esfera económica. Donde más se notó fue en el Ministerio de Asuntos Exteriores, para el cual solía contar con el diplomático Ahti Karjalainen.
En 1965 impulsó la renovación de la Liga Agraria en el nuevo Partido del Centro, bajo el liderazgo de Johannes Virolainen, y tuvo que recomponer las relaciones con los socialistas tras la proclamación de Rafael Paasio como primer ministro en 1966. La estrategia exterior de finlandización siguió su curso durante esos años, pero llegó a un punto crítico con la invasión de Checoslovaquia por el Pacto de Varsovia en 1968; pese al clima generalizado de indignación, Kekkonen fue el primer mandatario occidental que visitó Praga después de la intervención militar.

### Tercer mandato (1968-1978)
Kekkonen venció con autoridad en las presidenciales de 1968 gracias al apoyo de cinco partidos, aunque esta vez tuvo que enfrentarse a los candidatos de la Coalición Nacional y del Partido Rural. Los conservadores le acusaron de dirigir Finlandia como un líder autocrático, mientras que el líder populista Veikko Vennamo criticó que la política exterior era, a su juicio, demasiado dependiente y servil hacia la Unión Soviética. El presidente prometió que no se presentaría a los comicios en 1973, pero ante la falta de competencia logró una prórroga hasta 1978.
En 1970 se produjo una crisis diplomática con la URSS a raíz de una huelga metalúrgica: después de conocer que el embajador Aleksei Beljakov había contactado con sindicatos y con el Partido Comunista finlandés para alentar una revolución en Finlandia, Kekkonen amenazó a los soviéticos con dimitir y romper los acuerdos bilaterales si la intromisión persistía. En respuesta, la URSS se comprometió a respetar la posición neutral del país y Beljakov fue relegado cuando el asunto interno quedó resuelto.
La reelección presidencial de 1973 tuvo lugar después de que Kekkonen no fuera capaz de acordar un sucesor de su agrado. Por ello impulsó una votación parlamentaria que, para garantizarse el apoyo necesario (cinco sextos de la cámara), estaba acompañada de dos enmiendas: un acuerdo de libre comercio con la Comunidad Económica Europea, y varias leyes de regulación económica impulsadas por la izquierda. Además, tuvo que incluir otro documento sobre el estado de emergencia para recuperar el apoyo de la Coalición Nacional, a la que llevaba años dejando de lado. Buena parte de la década estuvo protagonizada por gobiernos del Partido Socialdemócrata de Finlandia (SDP) bajo apoyo de centristas y liberales.
A nivel internacional, y con el objetivo de evitar la aplicación del tratado fino-soviético, Finlandia apoyó numerosas iniciativas para la desnuclearización de los países nórdicos, por un nuevo pacto fronterizo con Noruega y por la cooperación internacional. En 1969, el país acogió las primeras negociaciones que condujeron a la firma de los acuerdos SALT. Y en 1973 se produjo el movimiento más relevante: la Conferencia sobre la Seguridad y la Cooperación en Europa, de la que surgieron los Acuerdos de Helsinki para reducir las tensiones de la guerra fría. Dos años más tarde se fundaría la Organización para la Seguridad y la Cooperación en Europa (OSCE), con sede en la capital finlandesa.

### Cuarto mandato (1978-1982)

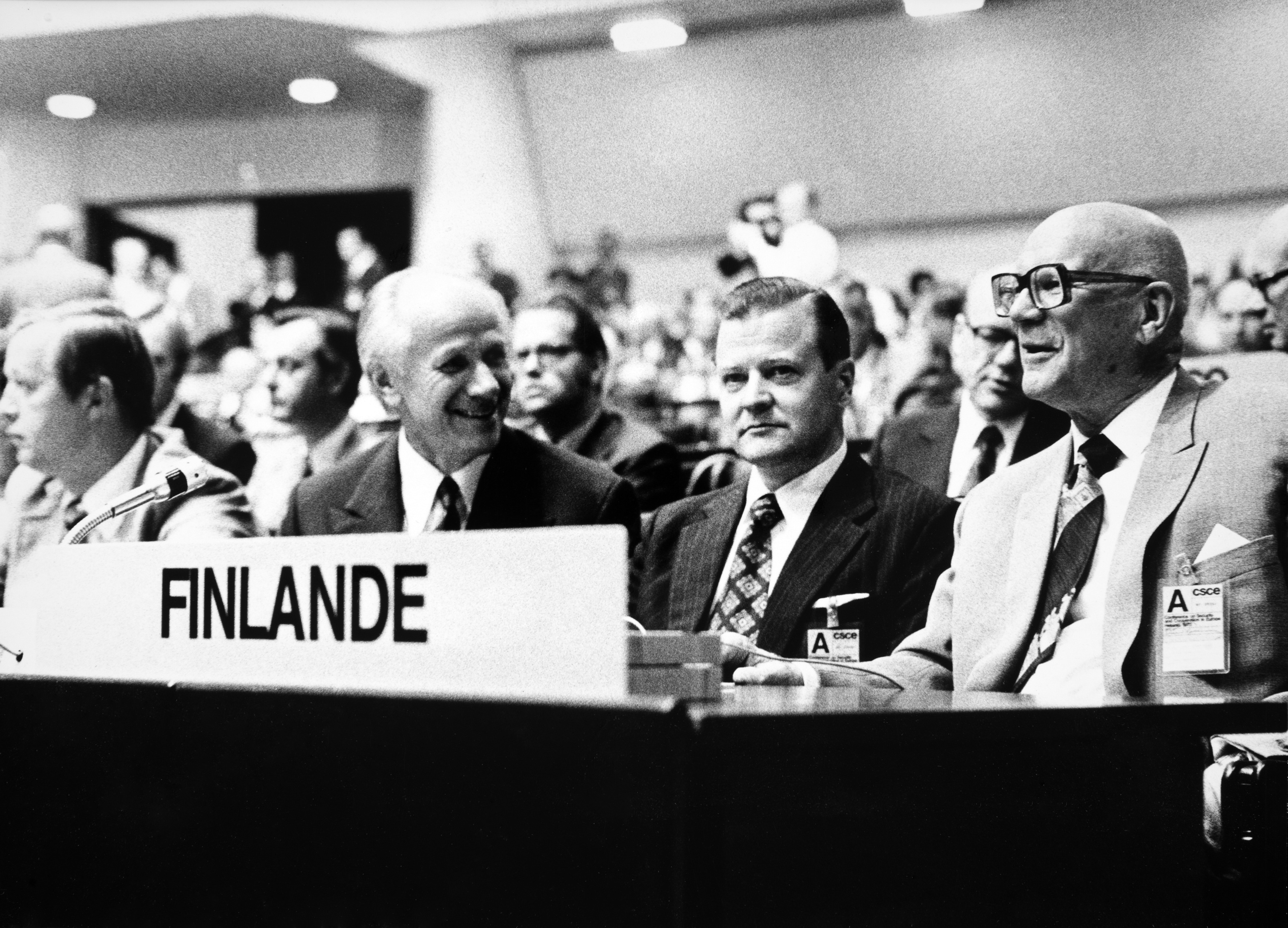
A la derecha, Kekkonen en la apertura de la Organización para la Seguridad y la Cooperación en Europa (1975).

Si bien ya tenía 78 años y algunos problemas de salud, Kekkonen ganó la reelección en las presidenciales de 1978 de forma abrumadora, con el apoyo de nueve partidos en el colegio electoral: 259 votos sobre 300. Las razones que le llevaron a presentarse nunca quedaron esclarecidas, pero los historiadores finlandeses apuntan tanto a una desconfianza sobre sus rivales políticos como a las siempre complicadas relaciones fino-soviéticas. En ese sentido, le había expresado a Dmitri Ustínov, ministro de Defensa soviético, el rechazo finlandés a realizar maniobras militares conjuntas.
En 1979, el presidente finlandés fue galardonado con el Premio Lenin de la Paz.
Finalmente hubo dos episodios que encaminaron el final de la presidencia de Kekkonen. El primero fue una disputa en abril de 1981 con el primer ministro finlandés, el socialdemócrata Mauno Koivisto, a cuenta de un plan social sobre el que pretendía influir; Koivisto se negó a dimitir pese a las peticiones del mandatario, alegando que esa cuestión dependía exclusivamente del parlamento, y al imponer su criterio se postuló como posible sucesor. El segundo fue el agravamiento de su estado de salud: después de sufrir un infarto durante sus vacaciones, en septiembre se hizo público que padecía problemas respiratorios y de riego vascular, y el 26 de octubre de 1981 renunció al cargo después de 26 años de presidencia.
El primer ministro asumió la jefatura del estado de facto durante tres meses, pero Kekkonen continuó como líder de iure hasta la investidura de Koivisto el 27 de enero de 1982, toda vez que el socialdemócrata venciera en las presidenciales de ese año. Si no hubiera habido adelanto electoral, el mandato del ya expresidente debería haber expirado en 1984.

## Últimos años

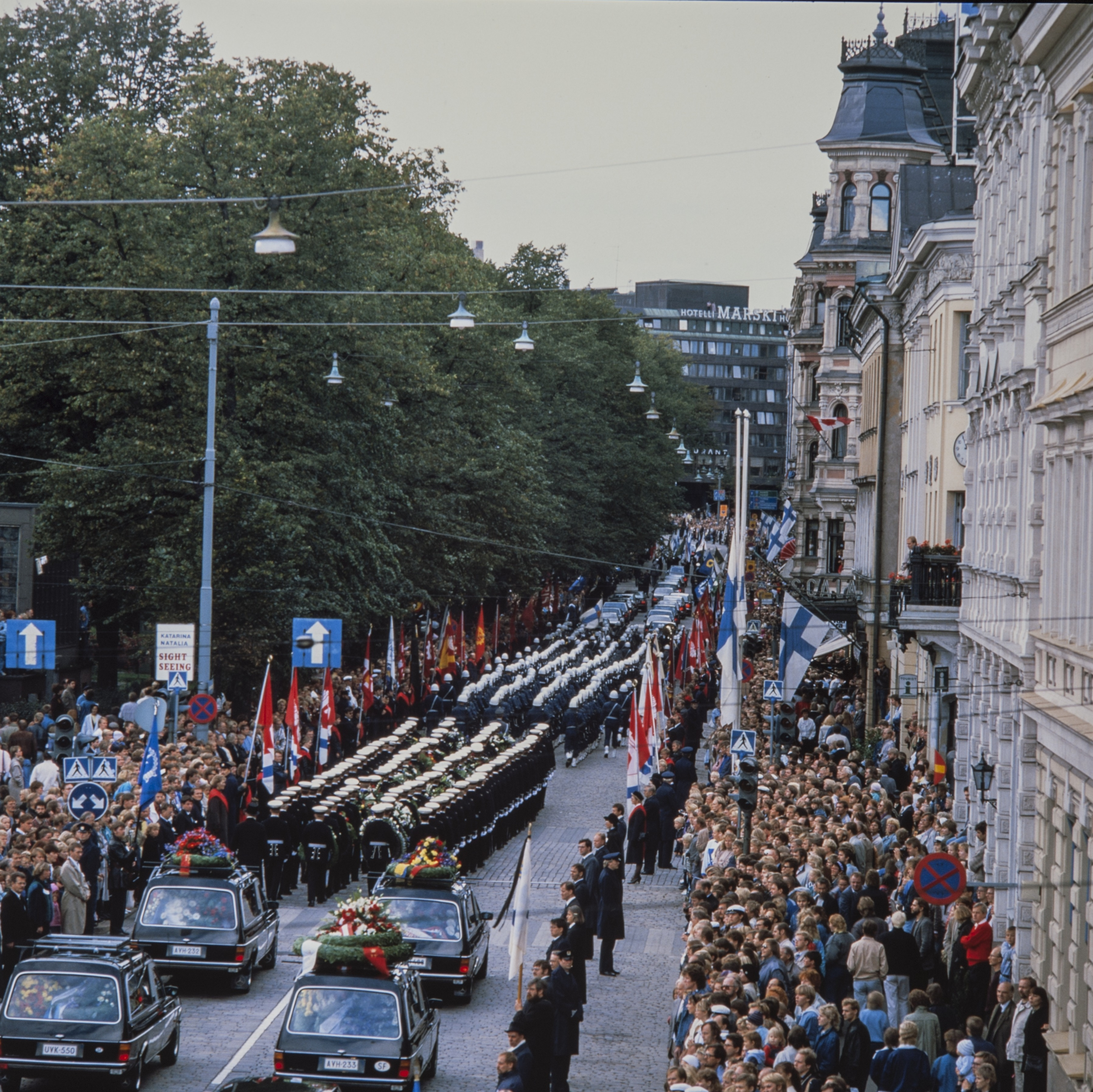
Funeral de estado de Kekkonen en las calles de Helsinki (1986).

El estadista pasó los últimos cinco años de su vida bajo cuidados médicos en la residencia oficial de Tamminiemi, Helsinki, aquejado de demencia vascular provocada por una ateroesclerosis, y sin que la evolución de su estado trascendiera a la opinión pública. El historiador Juhani Suomi publicó una «biografía autorizada» basada en todos los archivos entregados por los familiares del expresidente.
En 1983 fue inaugurado el parque nacional de Urho Kekkonen, el segundo más grande del país, en la región de Laponia.

### Muerte
Urho Kekkonen falleció el 31 de agosto de 1986, tres días antes del que hubiera sido su 86.º cumpleaños, como consecuencia de un accidente cerebrovascular. Una semana después se celebró un multitudinario funeral de estado en Helsinki que contó con la presencia de representantes de los países nórdicos, de Estados Unidos y de la Unión Soviética. Tras una ceremonia religiosa, fue enterrado con honores militares en el cementerio de Hietaniemi. En 1987, el gobierno de Finlandia aprobó convertir la residencia de Tamminiemi en un museo dedicado a la memoria de Urho Kekkonen. 

## Legado

Grafiti dedicado a Urho Kekkonen en la estación de tren de Pieksämäki.

Urho Kekkonen fue el presidente de Finlandia durante 26 años y figura clave de la política nacional desde los años 1940, por lo que ha tenido una influencia innegable en el desarrollo nacional de Finlandia. Su papel al frente del país sigue siendo hoy objeto de investigación y controversia. Mantiene una elevada popularidad en buena parte de la sociedad finlandesa, y particularmente entre los miembros del Partido del Centro, mientras que sus críticos consideran que ejerció el poder de forma autoritaria.
Uno de los aspectos más polémicos es la intervención que ejerció como presidente sobre la política nacional: con 13 primeros ministros y hasta 22 gabinetes distintos, no tuvo reparos en ordenar cambios de gobierno, en recomendar a miembros de su confianza y en verse a sí mismo como un garante de la independencia finlandesa frente a la Unión Soviética. Así pues, se cree que la «crisis de la nota» de 1961 pudo haber sido forzada por la URSS para no perder a Kekkonen como interlocutor. Debe tenerse en cuenta que pudo ejercer tal poder al garantizarse siempre el apoyo de casi todos los grupos parlamentarios, con excepciones en sectores de la conservadora Coalición Nacional y en el ultraderechista Partido Rural.
El nuevo presidente Mauno Koivisto acordó una reforma constitucional para limitar el poder presidencial. Desde 1994 el presidente de Finlandia es elegido por sufragio universal en vez de por colegio electoral, con un mandato limitado a dos legislaturas. Además no puede disolver el parlamento sin consentimiento del primer ministro, y sus poderes para influir en la formación del consejo de ministros o en la política exterior han quedado restringidos.
Kekkonen fue un baluarte de la neutralidad exterior de Finlandia, al punto de que la «línea Paasikivi» iniciada por Juho K. Paasikivi pasó a llamarse «doctrina Paasikivi-Kekkonen». Si bien resultó controvertida en su época, pues los más críticos la calificaron de «servil» con la URSS, sí ayudó a garantizar la independencia finlandesa; puso al país como contrapeso entre potencias, y les permitió comerciar tanto con el bloque occidental como con el bloque del este. Un ejemplo fue lo sucedido durante la crisis del petróleo de 1973: mientras Suecia tuvo problemas con la reconversión industrial de sus astilleros, Finlandia continuaría recibiendo encargos de buques por parte soviética. Por otro lado, Finlandia era miembro de la Asociación Europea de Libre Comercio (EFTA). En 1985, ya con Kekkonen fuera de la presidencia, un sondeo reflejaba que más del 90% de los finlandeses estaban de acuerdo con las políticas de «finlandización».
La Organización para la Seguridad y la Cooperación en Europa (OSCE) fue fundada bajo su presidencia en 1975, después de haberse impulsado la Conferencia sobre la Seguridad y la Cooperación dos años antes.

## Distinciones

Escudo de armas de Urho Kekkonen.

### Finlandia
- Gran Cruz y Collar de la Orden de la Rosa Blanca
- Gran Cruz de la Orden del León de Finlandia
- Gran Cruz de la Orden de la Cruz de la Libertad

### Otros Estados
- Caballero de la Orden de los Serafines (Suecia)
- Gran Cruz y Collar de la Orden del Halcón (Islandia)
- Caballero de la Orden del Elefante (Dinamarca)
- Gran Cruz y Collar de la Orden de San Olaf (Noruega)
- Gran Cruz de la Orden del Baño (Reino Unido)
- Orden de Isabel la Católica (España)
- Orden de Carlos III (España)
- Orden del León Blanco (Checoslovaquia)
- Orden de Lenin (Unión Soviética)
- Orden de la Amistad de los Pueblos (Unión Soviética)
- Orden de la Estrella Yugoslava (Yugoslavia)
- Orden del Águila Blanca (Polonia)
- Medalla de la Celebración de los 2500 años del Imperio Persa (Irán)